# Polypterus weeksii
Polypterus weeksii, conocido como bichir jaspeado, es un pez de la familia Polypteridae que se encuentra en la cuenca central del río Congo. Puede alcanzar una longitud de aproximadamente 54 cm desde la cabeza hasta la cola. 
Este pez debe su nombre a John Henry Weeks (1861-1924), un destacado misionero bautista, etnógrafo, explorador y diarista británico. Weeks dedicó gran parte de su vida al estudio y la documentación de las culturas y la biodiversidad en África central. Fue durante su labor como misionero en Monsembe, una estación ubicada en el Alto Río Congo (en lo que actualmente es la República Democrática del Congo), donde recolectó los ejemplares tipo que permitieron describir a esta especie. Su contribución a la ciencia y la etnografía de la región ha sido reconocida a través de la denominación de Polypterus weeksii. 